# أثينا تشو
أثينا تشو (بالصينية: 朱茵) هي ممثلة صينية، ولدت في 25 أكتوبر 1971 في هونغ كونغ في الصين.

## وصلات خارجية
- أثينا تشو على موقع IMDb (الإنجليزية)
- أثينا تشو على موقع ألو سيني (الفرنسية)
- أثينا تشو على موقع أول موفي (الإنجليزية)
- أثينا تشو على موقع قاعدة بيانات الفيلم (الإنجليزية)
- أثينا تشو على موقع كينوبويسك (الروسية)